# Кантакузен, Михаил Родионович
Князь Михаил Родионович Кантакузен, граф Сперанский (1848 — 25 марта 1894) — директор департамента духовных дел иностранных исповеданий из рода Кантакузенов, внук А. А. Фролова-Багреева и Е. М. Сперанской, правнук графа М. М. Сперанского, отец М. М. Кантакузен-Сперанского.

## Биография
Наследник имения Великая Буромка. Окончил юридический факультет Новороссийского университета; в своей магистерской диссертации «Опыт определения понятия военной контрабанды» (Одесса, 1875) выступил сторонником своевременности кодификации международного права и приверженцем международного суда.
Именным Высочайшим указом от 19 (31) мая 1872 года было повелено единственному правнуку по дочери покойного действительного тайного советника, графа Михаила Сперанского, князю Михаилу Родионовичу Кантакузену присоединить к своей фамилии и титулу титул и фамилию графа Сперанского и именоваться впредь князем Кантакузеным, графом Сперанским. Скончался «от внутренней болезни» на юге Франции в Аркашоне, похоронен в семейном склепе.

## Семья
Жена (с 12.04.1874) — Елизавета Карловна Сикар (1847—1923), дочь французского инженера Карла Карловича Сикара (1809—1885) и внучка одесского купца Карла Яковлевича Сикара (1773—1830). По отзыву современницы, была женщиной умной и приятной, своим внешним видом, мимикой, осанкой и поведением заметно отличалась от всех окружающих. Была очень красива и одевалась по последней парижской моде, передвигалась быстро и плакала от волнения. Умерла в эмиграции в Мозамбике. Оставила воспоминания на французском языке.
Дети:
- Михаил (1875—1954), генерал.
- Борис (1876—1905), моряк, плавал в эскадре З. П. Рожественского на корабле «Император Александр III». Умер в Коломбо на Цейлоне от лихорадки 13 апреля 1905 года.
- Дарья (1878—1944), с 1897 года замужем за графом Федором Максимилиановичем Ниродом (1871—1952).
- Сергей (1884—1953)
  - внук, Михаил Сергеевич (1913—1999) — автор «Саги о Кантакузиных-Сперанских»[5]